# 아틸라 (오페라)

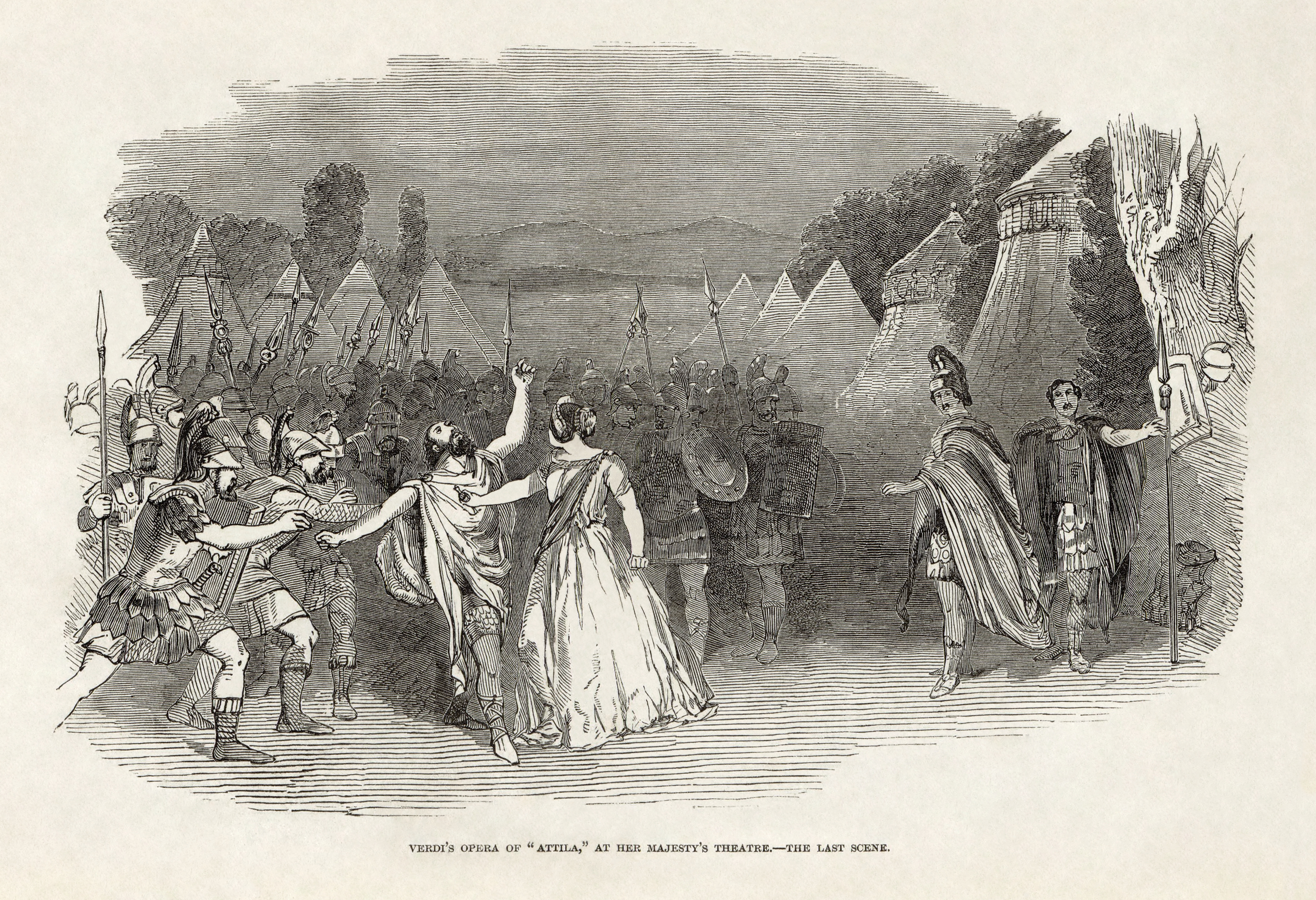

아틸라(이탈리아어: Attila)는 주세페 베르디가 작곡한 3막의 오페라이다. 프리드리히 루트비히 자하리아스 베르너의 희곡, "아틸라, 훈족의 왕" (Attila, König der Hunnen)를 기초로 테미스토클레 솔레라가 이탈리아어 대본을 작성하였다. 1846년 3월 17일 베네치아의 라 페니체 극장에서 초연되었다. 에치오(Ezio)의 아리아인 "E gettata la mia sorte"는 베르디 장르의 특징적 좋은 예라 여겨진다.

## 등장인물
- 아틸라(Attila) - 훈족의 왕 (Base)
- 에치오(Ezio) - 로마의 장군 (Baritone)
- 오다벨라(Odabella) - 아퀴레이아 영주의 딸 (Soprano)
- 포레스토(Foresto) - 아퀴레이아의 기사 (Tenor)
- 울디노(Uldino) - 아틸라의 노예 (Tenor)
- 레오네(Leone) - 로마의 노인 (Base)

## 유명한 아리아
"E gettata la mia sorte"